# Doudeauville-en-Vexin
Doudeauville-en-Vexin é uma comuna francesa na região administrativa da Normandia, no departamento de Eure. Estende-se por uma área de 5,84 km². Em 2010 a comuna tinha 300 habitantes (densidade: 51,4 hab./km²).